# George Rainich
George Yuri Rainich (* als Georg oder Juri Rabinowitsch 25. März 1886 in Odessa; † 10. Oktober 1968 in Ann Arbor) war ein russisch-US-amerikanischer Mathematiker und theoretischer Physiker.
Er veröffentlichte vor seiner Zeit in den USA als Rabinowitsch und wird in dieser Zeit als J. L. Rabinowitsch und G. Rabinowitsch zitiert.

## Leben
Rainich studierte 1904 bis 1908 Mathematik an der Universität Odessa, in Göttingen (1905/06) und München (1906/07), machte 1908 seinen Abschluss in Odessa und erhielt 1913 seinen Magister-Abschluss in Mathematik an der Universität Kasan. Danach lehrte er 1913 bis 1917 an der Universität Kasan als Privatdozent und 1917 bis 1922 als Professor an der Universität Odessa und emigrierte aufgrund der Unruhen in Russland 1922 mit seiner Frau über Istanbul in die USA. 1923 bis 1926 war er Johnston Scholar an der Johns Hopkins University und änderte seinen Namen von Rabinowitsch in Rainich. Anschließend wurde er Assistant Professor an der University of Michigan, an der er 1929 Associate Professor wurde, 1934 Professor und 1956 emeritiert wurde. Lange Zeit war er Vorsitzender des Doktoranden-Komitees. Nach der Pensionierung war er 1957 an der Brown University bei der Redaktion von Mathematical Reviews und er war einige Jahre Gastprofessor an der University of Notre Dame. Nach dem Tod seiner Frau 1963 ging er wieder an die University of Michigan in Ann Arbor und organisierte dort ein Seminar zur Relativitätstheorie sowohl für Physiker als auch für Mathematiker.

## Werk
Rainich befasste sich ab 1924 mit verallgemeinerten Feldtheorien der Gravitation in Erweiterung der Allgemeinen Relativitätstheorie und Elektrodynamik in gekrümmten Raumzeiten. Er war deshalb auch in Kontakt mit Albert Einstein. Weitere Arbeitsgebiete waren Differentialgeometrie, Vektoranalysis, mathematische Physik und Zahlentheorie. 1950 veröffentlichte er ein Buch über die Mathematik der Relativitätstheorie und arbeitete vor seinem Tod an dessen Neuauflage. Bekannt ist er heute vor allem für Untersuchungen zur Einbeziehung der Elektrodynamik in die Allgemeine Relativitätstheorie. Die Rainich Bedingungen aus seiner Arbeit von 1925 geben notwendige und hinreichende Bedingungen dafür, dass eine Vakuumlösung der Allgemeinen Relativitätstheorie auch ein nichtverschwindendes elektromagnetisches Feld enthält. Er trug darüber 1928 auf dem Internationalen Mathematikerkongress in Bologna vor.
1929 veröffentlichte er noch unter seinem alten Namen Rabinowitsch eine Vereinfachung des Beweises des Hilbertschen Nullstellensatzes, später als Rabinowitsch-Trick bekannt.
In der Zahlentheorie fand er neue Ergebnisse zu den schon Leonhard Euler bekannten für bestimmte Primzahlen p primzahlerzeugenden Polynomen {\displaystyle g(p)=n^{2}+n+p} (prim für {\displaystyle n=0,1,...,p-2} und {\displaystyle p=2,3,5,11,17,41}). Rabinowitsch fand, dass das Polynom genau dann für {\displaystyle n=0,1,...,p-2} Primzahlwerte hat, wenn die Klassenzahl des imaginär-quadratischen Zahlkörpers {\displaystyle Q({\sqrt {(1-4p)}}} gleich {\displaystyle 1} ist.
1928 war er Vortragender auf dem Internationalen Mathematikerkongress in Bologna (On a Spacetime posessing the symmetry properties of radiation), unter dem Namen Rainich, und außerdem 1912 auf dem in Cambridge (unter dem Namen Rabinowitsch). 1933 bis 1936 war er im Rat der American Mathematical Society.

## Privates
1917 heiratete er Sophie Kramkowsky. Mit ihr hatte er eine Tochter. 1930 holte er auch seine Mutter aus Russland, die 1953 starb. In Andenken an beide stiftete er 1964 ein Stipendium für ausländische Studenten und solche afroamerikanischer Herkunft an der University of Michigan. Ein Bruder Dr. Michael Rabinowitsch lebte in Moskau.
Er beherrschte viele moderne europäische Sprachen zumindest um sie lesen zu können.

## Schriften
- Mathematics of Relativity. Lecture Notes, University of Michigan, Ann Arbor, 1950, Dover 2014,  Archive
- Electrodynamics in the General Theory of Relativity, Transactions of the American Mathematical Society, Band 27, 1925, S. 106–136, Online